# Història de la psiquiatria

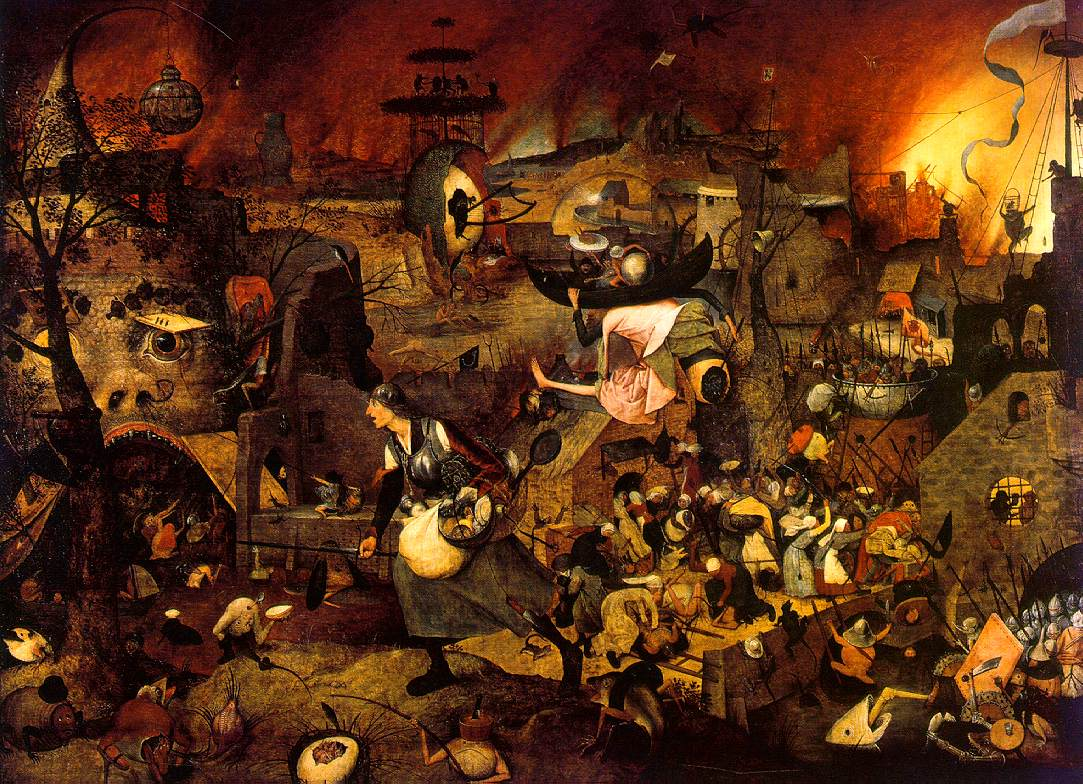
La boja Meg (Dulle Griet) de Pieter Brueghel el Vell. 1562, Museu Mayer van der Bergh d'Anvers.

La psiquiatria (grec, psyche: ànima, iatréia: curació) és una especialitat de la medicina dedicada a l'estudi, prevenció i tractament de les malalties mentals i els trastorns del comportament. Sorgeix com a branca científica del corpus mèdic al segle xix, en una època tardana respecte a altres especialitats, tot i que existeixen referències a malalties mentals i el seu tractament en manuals mèdics de gran antiguitat, com el Bhutavidya (un dels llibres de l'Ayurveda, text sagrat de saviesa hindú), o en alguns textos mèdics del Renaixement. La primera referència amb aquest nom és de Johann Christian Reil en 1803. El model cultural de salut-malaltia propi de cada època ha estat determinant per la comprensió de les malalties mentals: des d'una concepció primitiva de la malaltia com a càstig diví, en la qual la malaltia mental es considera el paradigma del càstig per la ruptura d'algun tabú (el boig està posseït per algun dimoni o és directament castigat per Déu), passant per un model social i psicoanalític, fins a la més moderna perspectiva bioquímica i genètica de la malaltia mental, com una expressió més de l'alteració de l'òrgan o de la seva funció fisiològica.

## La psiquiatria a l'Antiguitat

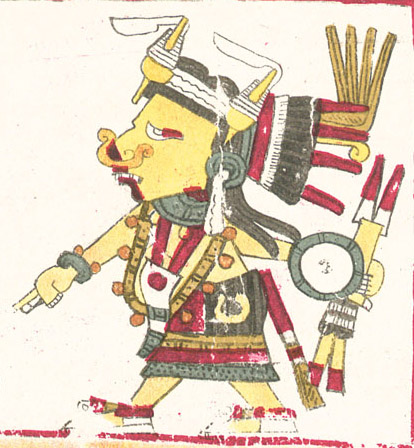
Tlazolteotl, deessa asteca de la bogeria, la fertilitat i la luxúria.

A Mesopotàmia, uns quatre mil anys abans de Crist, s'estableix la civilització sumèria, de la qual es conserven documents mèdics en tauletes gravades mitjançant escriptura cuneïforme. Es tracta d'una cultura màgicoanimista que posseeix una concepció sobrenatural de la malaltia: aquesta es considera un càstig diví imposat per diferents dimonis després de la ruptura d'algun tabú. D'aquesta manera, el primer que ha de fer el metge és identificar quin dels aproximadament 6,000 dimonis és el possible causant del problema. A la malaltia se l'anomena shêrtu, però aquesta paraula assíria significa també pecat, impuresa moral, ira divina i càstig. els sacerdots (āšipu) s'ocupen de les malalties internes, especialment de les malalties mentals, i anticipen l'especialitat psiquiàtrica, tot i que sota una òptica més religiosa que científica.
A l'antic Egipte es desenvolupa un sistema mèdic públic notable, que ja estableix la importància d'ambients estimulants o d'activitats recreatives com la pintura o el ball per al tractament de determinats trastorns del comportament. Al papir Edwin Smith s'afirma que el cervell és el seient de la ment (contràriament a la creença grega que la situa en el cor). Al papir Ebers s'esmenten algunes malalties mentals, entre les quals s'inclou l'epilèpsia, que serà considerada durant molts segles una forma de bogeria.
Han arribat fins avui en dia evidències que entre els asteques existia un model mèdic de la bogeria: Tlazolteotl és la mare terra, deessa de la fecunditat, però també la deessa de la malaltia i dels trastorns mentals. Segons algun gravat, la deessa s'apodera de l'ànima de l'home, provocant convulsions o la bogeria.
La gran revolució mèdica desenvolupada per la civilització grega a través de diversos personatges de gran importància per a la salut. Hipòcrates, considerat el Pare de la Medicina, arribarà també a les malalties mentals. Plató ja havia subratllat la importància de l'entrevista clínica com a eina diagnòstica, i en molts casos terapèutica, però serà la teoria dels quatre humors del metge de Cos la que apuntalarà l'evidència del complex sistema de relacions entre el comportament d'una persona i la seva situació orgànica. En les seves obres poden trobar-se descripcions de quadres com l'epilèpsia, la mania, la paranoia, el deliri tòxic, les fòbies i tota forma d'histèria

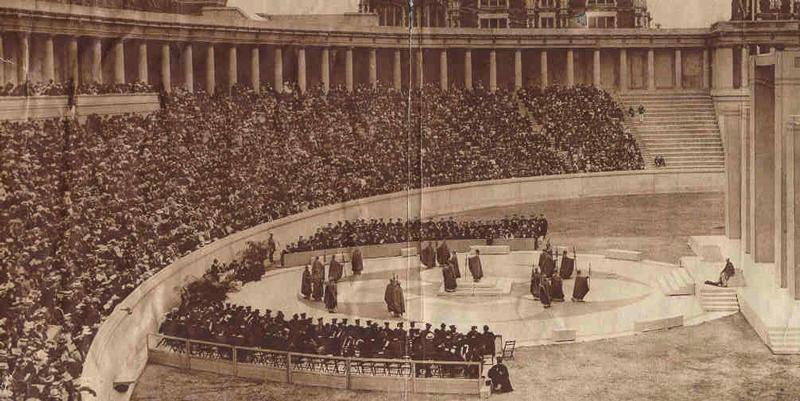
La tragèdia grega explica els mecanismes de la tragèdia, la suggestió i el simbolisme per aconseguir una experiència de catarsi" alliberadora, que alleuja culpes i neteja impureses. A través de la representació se sublimen les baixes passions del públic i s'aconsegueix un estat de comunitat solidària col·lectiva amb l'heroi.

D'altra banda, el desenvolupament del la tragèdia grega i la seva funció de catarsi) posen el primer jaló d'un mètode de tractament psicològic fonamentat en el simbolisme. L'escola sofista va arribar a dissenyar un mètode de tractament de la malenconia basat en el relat de les vivències del pacient a un terapeuta. La filosofia psicoanalítica ha encunyat uns termes més o menys inspirats en les obres dramàtiques gregues: el complex d'Èdip, el complex d'Electra, la síndrome d'Ulisses i d'altres conflictes psicològics arquetípics, però són conceptes més aviat filosòfiques que científiques.
Els metges romans són els hereus d'aquesta nova cosmovisió de la malaltia com a procés natural, allunyada del paradigma màgic o teològic. Aule Corneli Cels proposa, a la manera dels egipcis, activitats lúdiques (música, pintura) per al tractament de determinats trastorns mentals ("insania") i desenvolupa una classificació de les malalties en tòpiques o locals i sistèmiques o generals. Dins de les generals distingeix un subgrup de malalties mentals, que poden ser febrils (deliris) i no febrils (bogeria). Galè, per la seva banda, va localitzar la raó en el cervell, i els seus estudis de les lesions cerebrals li van portar a postular que el dany provocat en un costat de l'encèfal es corresponia amb alteracions en les extremitats del costat oposat. Segons Galè, les causes de la bogeria podien estar en l'organisme (dany cerebral, alcoholisme, ...) o en la ment (fòbia, desengany, malenconia…).

## L'Edat Mitjana

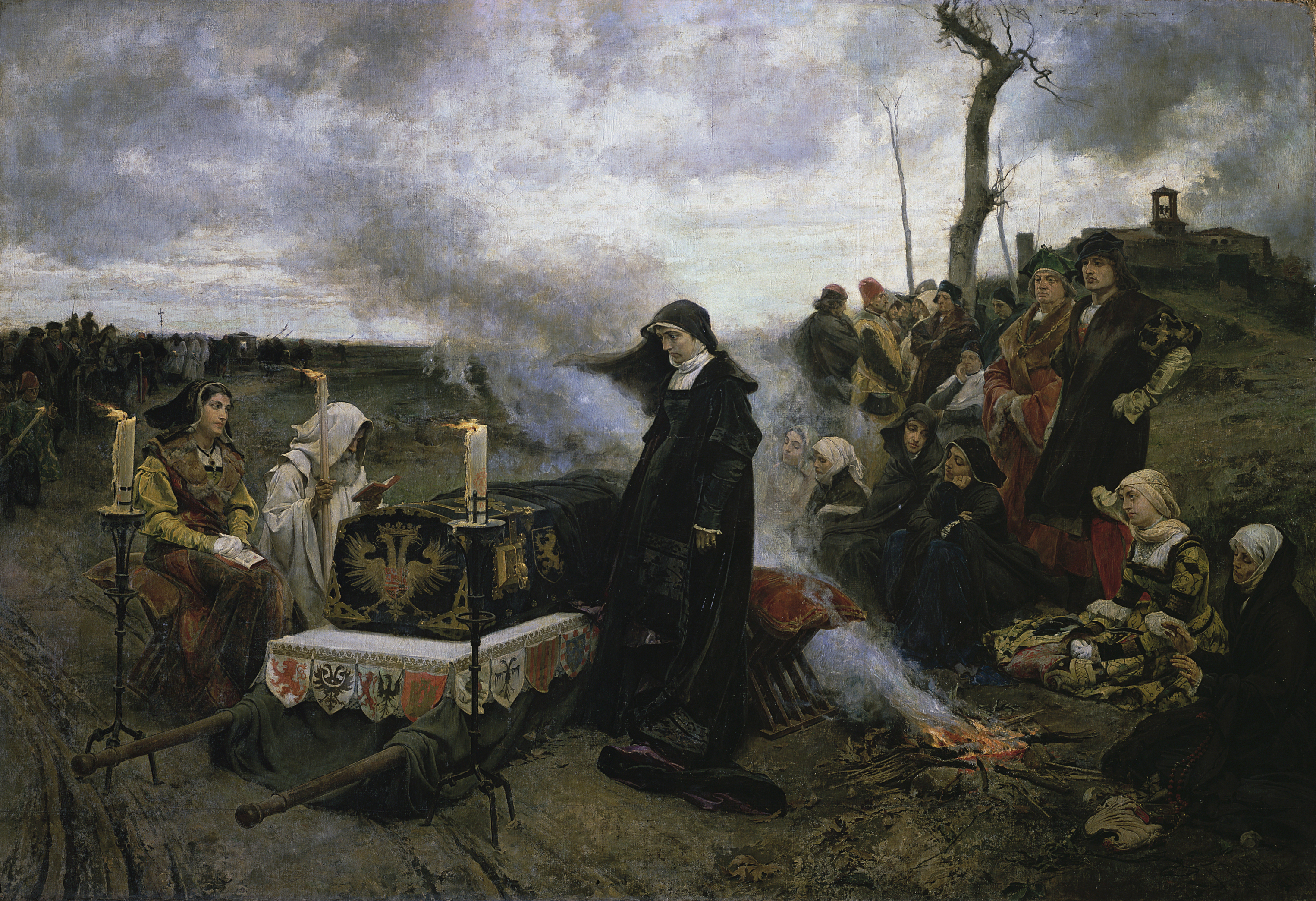
Joana la Boja, il·lustrada, amant de la música, i alienada pel seu amor a l'hereu de l'imperi alemany. Va viure quaranta anys tancada a Tordesillas.

Alguns autors afirmen que, en aquesta època, la malaltia mental va retornar a la categoria de possessió diabòlica. L'epilèpsia, per exemple, ha estat confosa amb freqüència amb la possessió, des de la cultura faraònica egípcia, passant per l'Edat Mitjana i fins avui en dia.
Una notable aportació, contrària a aquesta visió del malalt mental, es troba en Tomàs d'Aquino, que sosté que l'ànima, d'origen no terrenal, no pot per tant emmalaltir, i atribueix la malaltia mental (aegritudo animalis) a algun trastorn del cos susceptible de ser tractat. Ja en segle iv, Aurelius Augustinus (Agustí d'Hipona) havia subratllat la importància de la introspecció com a font d'autoconeixement, per la qual cosa fou considerat per alguns autors com el precursor de la psicoanàlisi.
Fora d'aquest context, com va succeir en altres branques del saber, cal destacar el paper de la cultura àrab, de la qual cal ressenyar la creació de la primera institució d'acollida per a bojos coneguda, a Bagdad, l'any 792 (Dayr Hizquil, "casa per a bojos"), durant la dinastia Omeia. Es troben altres asils per a bojos al Caire (873), Damasc (800), Alep (1270) o Granada (1365). L'acollida de persones caracteritzades com a boges a Europa, sobre la base de la seva necessitat de tutela jurídica i personal va donar lloc al desenvolupament d'espais especialitzats en hospitals i hospicis des del segle xiii- per exemple en Bedlam, probablement a partir de la influència de la relectura del dret romà i del problema que plantejava la tutela jurídica dels dements.
Entre els metges de l'islam medieval, Avicenna esmenta en el seu Cànon de la Medicina algunes malalties mentals i desenvolupa un intent de correlació d'aquestes amb algunes alteracions orgàniques. Ar-Razí s'atreveix amb una classificació de les malalties mentals (i amb alguna proposta de psicoteràpia) i Maimònides, jueu hispà en un entorn cultural islàmic, esmenta en la seva obra alguns aspectes d'higiene mental.
Als segles xii i xiii, els traductors de Toledo, en traduir aquestes versions dels autors clàssics, els seus comentadors i les obres científiques àrabs, les van fer accessibles a l'Europa cristiana i van facilitar el desenvolupament de l'Escolàstica i la ciència medievals.

## El Renaixement
| «                                                                              | (llatí) Libri quosdam ad scientiam, quosdam ad insaniam deduxere | (català) Els llibres han portat alguns a la saviesa, i a d'altres a la follia | » |
| — Petrarca , De remediis utriusque fortunae, dial. XI, III: De librorum copia) |                                                                  |                                                                               |   |

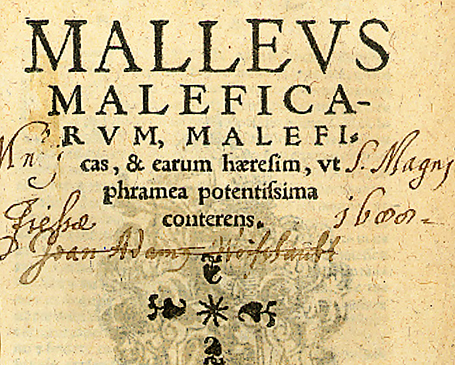
El renaixement és una època ambigua, quan no contradictòria en matèria de psiquiatria. Hereta i aprofundeix en la visió demoníaca del boig, identificat en molts casos amb la bruixeria; però l'esperit humanista que li és propi dona lloc a la proliferació de manicomis i als primers estudis científics sobre la malaltia mental. El Malleus maleficarum (Martell de bruixes) escrit en 1486 pels teòlegs Heinrich Kramer i Johann Sprenger atribueix al dimoni la causa de totes les malalties mentals.

Aquesta època d'exaltació de les ciències físiques i de la medicina no aportarà, però, grans novetats al camp de la protopsiquiatría. Cal destacar, però, algunes figures individuals, com la de Paracels (1493-1541), autor del tractat "Sobre les malalties que priven de la raó". En aquesta obra proposa que les malalties mentals no tenen la seva causa en Déu, sinó en processos naturals, i avança una classificació en cinc grups: epilèpsia, mania, bogeria veritable, ball de Sant Vito i "suffocatio intellectus". Els bojos veritables es divideixen també en cinc tipus: llunàtics, insans, vesànics, melancòlics i obsessos.
Però la influència de la religió, que es comença a veure parcialment esquerdada en altres àmbits del coneixement, apuntala el seu poder sobre el camp de la bogeria. Al Malleus maleficarum, (obra heterodoxa inclosa en l'Index Librorum Prohibitorum diversos segles després), es defineix la malaltia mental com una forma de bruixeria o possessió demoníaca el tractament de la qual passava per la tortura o la foguera per "alliberar" l'ànima del malalt. Cal destacar també dins del cristianisme el paper de Sant Joan de Déu (1495 - 1550), ja que va viure en pròpia pell la violència de la contenció dels bojos a l'Hospital Real de Granada, i això va tenir alguna cosa a veure amb la fundació de l'Orde Hospitalari de Sant Joan de Déu, el qual es plantejava formes d'atenció humanitària a les institucions assistencials (i el model va inspirar al segle xvii la fundació de les Filles de la Caritat de Sant Vicenç de Paül).
Molt abans, des del segle xvii, a Anglaterra, a Bedlam s'acollien bojos, i posteriorment en algunes ciutats europees baixmedievals, va haver-hi fundacions civils i religioses per a la tutela de dements. A la Corona d'Aragó, tant l'Hospital de la Santa Creu de Barcelona, fundat el 1401, com l'Hospital dels Innocents de València (antecessor de l'actual Hospital General Universitari de València) fundat per Joan Gilabert Jofré el 1409, acollia bojos. L'acollida de bojos no tenia cap implicació terapèutica, només es desplaçava la responsabilitat de la tutela legal del boig d'una persona física -habitualment un parent-, a una persona jurídica - la fundació hospitalària. Ja en 1385 el franciscà Francesc Eiximenis, va escriure un Regiment de la cosa pública destinat als Jurats de la ciutat de València en el qual establia les responsabilitats dels governants de la ciutat en proveir els mitjans per gestionar a dements i malalts, i que va inspirar indubtablement l'obra del valencià Lluís Vives segle i mig més tard. Per això, a la Corona d'Aragó, com al nord d'Itàlia i a l'Europa catòlica, moltes d'aquestes institucions eren ja, al segle xv, civils i controlades pels municipis i així van seguir fins a les lleis de reforma de la beneficència promulgades pel constitucionalisme modern al segle xix.
El 1567 Bernardino Álvarez, soldat retirat, inaugura el primer centre d'aquestes característiques d'Amèrica, a Mèxic. També per Europa s'estén aquesta política de confinament: a Anglaterra Enric VIII inaugura el primer hospital per a bojos, el Bethlem Royal Hospital o asil de Bedlam.

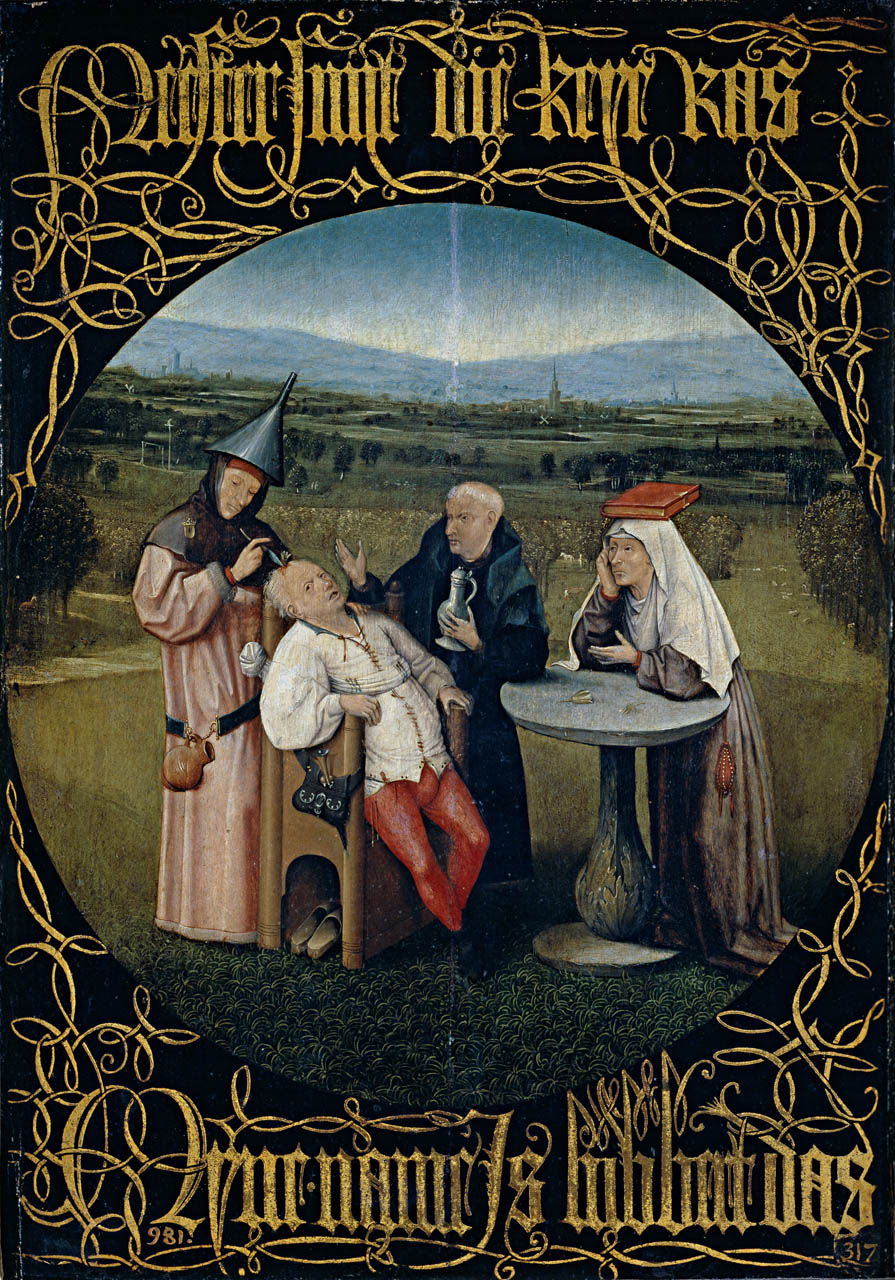
La cura de la follia, de Hieronymus Bosch.
Aquest quadre satíric representa un cirurgià (amb embut al cap) pretenent operar un boig, mitjançant l'extracció d'una pedra del cervell, suposadament la causant de la malaltia mental.

Aquesta revolució s'acompanya de l'obra i el pensament de qui és considerat el pare de la psicologia: Joan Lluís Vives, humanista, filòsof i pedagog valencià d'origen jueu, autor del tractat De anima et vita (Basilea, 1538) en el qual apunta diversos aspectes de psicologia i psicopatologia i nega categòricament l'origen sobrenatural de la bogeria.
Als de Vives cal afegir els estudis de Jean François Fernel (1485 - 1558), que descriu diverses capacitats de la ment com la memòria, la intel·ligència, o el sentit comú, i que es reafirma en l'origen natural de la malaltia mental. Johann Weyer (1515 - 1588), metge i humanista, i alguns altres metges com Corneli Agripa, Girolamo Cardano, Arnau de Vilanova (1238 - 1311), Andrés Laguna, Amato Lusitano o Lavinius Lemnius també s'oposen al fet que els bojos siguin cremats a la foguera i reivindiquen l'origen mèdic de la bogeria. Weyer desenvolupa un tractat teòric sobre el tema del dimoni i la bogeria titulat De praestigiis daemonum. De totes maneres es barregen amb freqüència en alguns d'aquests autors bruixeria, bogeria, licantropia, alquímia i estats delirants o epilèptics, en molts casos amb algunes traces de la mateixa misogínia que impregna les tesis oficials.
En 1511 es publica l'Elogi de la follia, un assaig d'Erasme de Rotterdam escrit en forma de sàtira en el qual critica les supersticions i les pràctiques pietoses de l'Església Catòlica, així com de la bogeria dels pedants (entre els quals s'inclou el mateix autor). Es tracta més d'una crítica a la doctrina religiosa imperant que un tractat sobre psiquiatria, però va exercir una gran influència en la visió de la malaltia mental durant bona part del Renaixement.
És impossible parlar de psiquiatria en el Renaixement sense fer esment de William Shakespeare, el qual va condensar en la seva obra literària molts dels arquetips psicològics desenvolupats segles després per la psiquiatria moderna, de la mateixa manera que abans fes la tragèdia grega. Otel·lo i la seva gelosia patològica, Hamlet i el seu complex d'Èdip o els conflictes psicològics plantejats a Macbeth o al Rei Lear han estat analitzats minuciosament des d'una perspectiva psicopatològica per nombrosos psiquiatres al llarg de la història. De la mateixa manera El Quixot, de Miguel de Cervantes, ha estat analitzat des d'aquesta perspectiva, i ofereix al seu torn uns patrons de personalitat reflectits en la figura del Quixot (el boig idealista) i Sancho Panza (que representa una forma de bogeria més propera a la niciesa).

## Elseglexviii la Il·lustració

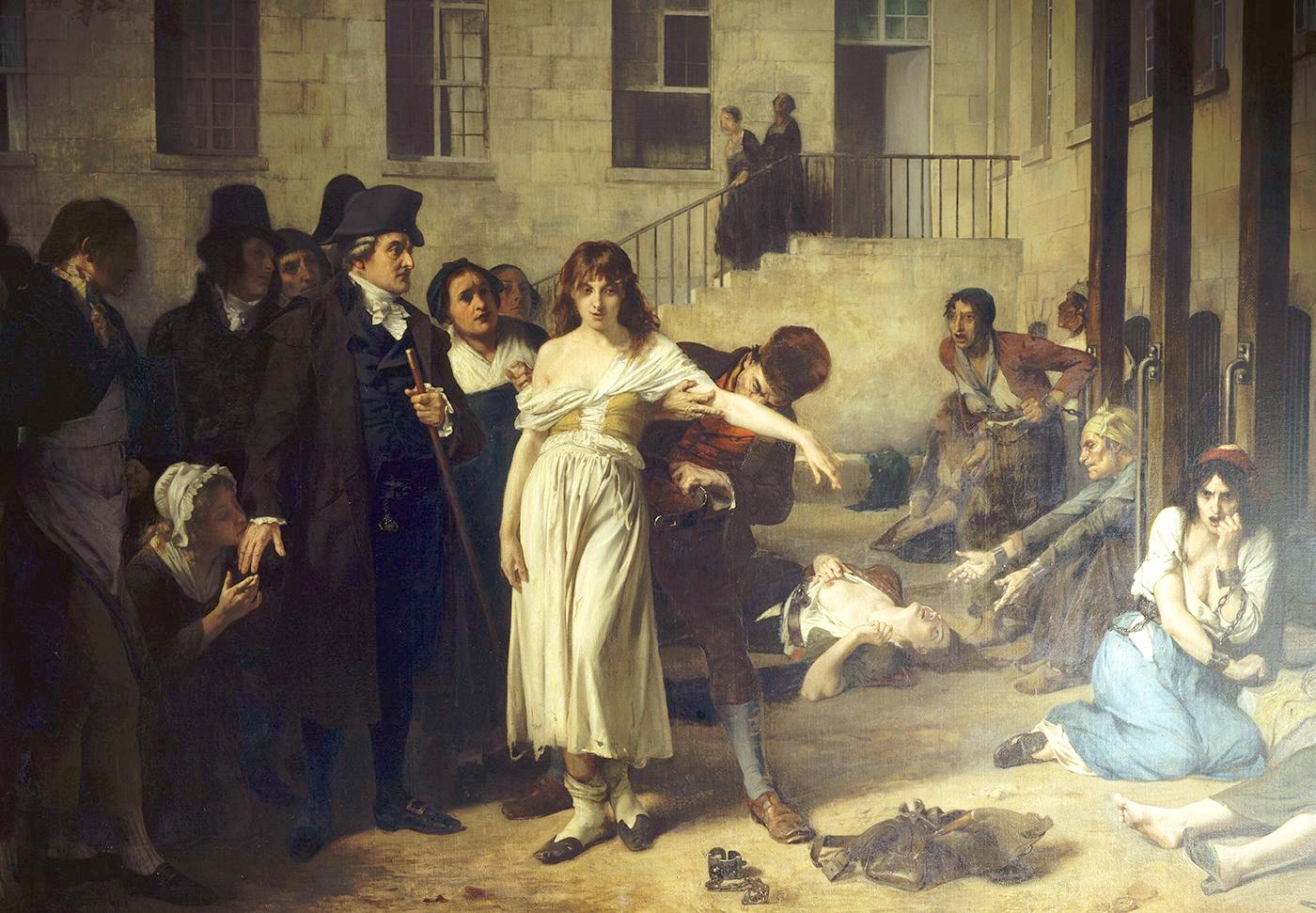
Philippe Pinel, a La Salpêtrière (Asil de París per a dones boges), alliberat de les seves cadenes a una pacient. Quadre de Robert Fleury (1795).

Durant el segle xvii la ciència comença a aprofundir en la psique humana des d'una nova perspectiva. Els primers "exploradors del cervell", precursors de la moderna neurologia, comencen a descriure les principals estructures anatòmiques de les estructures intracranials i algunes de les seves funcions, tot imprimint un nou concepte dels orígens del comportament humà i, per tant, dels seus trastorns. Thomas Willis publica Cerebri anatome, i descriu diverses estructures com el polígon vascular que porta el seu nom, Thomas Sydenham realitza els primers estudis histològics cerebrals i s'atreveix amb una explicació de la histèria (reconeixent a més la seva existència en els dos sexes, ja que fins a aquest moment només es creia possible en la dona),René Descartes publica el 1649 el seu "Traité des passions de l'âme "(Tractat de les passions de l'ànima) en què descriu la glàndula pineal com l'òrgan on es troba l'ànima. En aquesta glàndula "la sang es converteix en esperits animals que s'estenen després per tot el sistema nerviós".
En aquest context sorgeixen les primeres propostes terapèutiques. La bogeria en qualsevol de les seves variants (mania, malenconia, histèria, hipocondria ...) és l'expressió d'un conjunt de debilitats corporals que es corregeixen amb mètodes de suposat enfortiment del sistema nerviós (els olis d'ambre, la ingesta de llimadures de ferro...), tot i que encara persisteix un complex entramat entre el moral i l'insà que deriva en tractaments encara més pelegrins, com la ingesta de sabó o vinagre (per "purificar").

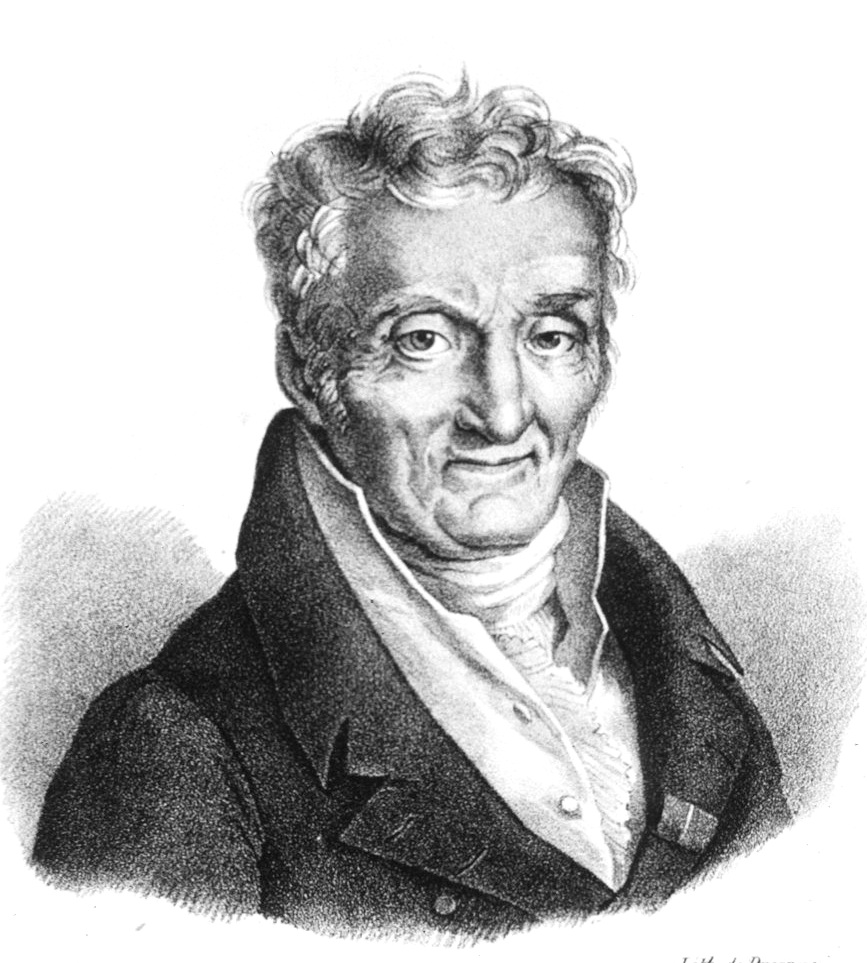
Philippe Pinel

A poc a poc es va obrint pas un concepte més mèdic (quant orgànic) de la bogeria i a partir del segle xviii, en plena Il·lustració europea, comencen a afermar-se i a desenvolupar-se aquestes petites passes fetes fins al moment : Georg Ernst Stahl (1659 - 1734) divideix a les malalties psiquiàtriques en dos grans grups: simpàtiques (en què existia dany en algun òrgan) i patètiques (en què no es trobava una lesió orgànica subjacent). William Cullen (1710 - 1790) elabora una altra classificació de les malalties mentals i és el primer a utilitzar el terme "neurosi".
Però la figura més important de la psiquiatria (considerat per alguns com el veritable primer gran psiquiatre) és Philippe Pinel (1745 - 1826). Aquest metge francès va canviar l'actitud de la societat cap als malalts mentals. Pinel va ser nomenat per la Comuna, en plena Revolució francesa, director mèdic de l'Asil de La Bicêtre i, posteriorment (en 1795) director de La Salpêtrière, a París. Durant el seu càrrec va alliberar els malalts mentals de les cadenes amb les que eren reduïts i confinats. En el seu "Tractat de la bogeria" va classificar les malalties mentals en quatre tipus: mania, malenconia, idiòcia i demència, i va explicar el seu origen per l'herència i les influències ambientals. Va proposar la creació d'un cos especialitzat de metges dedicats a l'atenció dels "alienats", i la seva importància és de tal envergadura que al moviment iniciat per ell ha estat coneugt com a "Segona Revolució Psiquiàtrica". Un dels seus més notables deixebles fou Jean-Étienne Esquirol (1782 - 1840), qui va fer de la "teràpia moral" de Pinel la seva bandera i va aconseguir promulgar una llei en 1838 que obligava l'administració francesa a disposar d'un asil per a dements en cada departament del país. Aquest autor és el primer a emprar el terme "al·lucinació". Altres seguidors d'aquest moviment foren Jean Pierre Falret, Jules Baillarger, o Jacques-Joseph Moreau de Tours, aquest últim autor de la primera descripció d'una psicosi aguda induïda per una droga (haixix).
En aquest període cal destacar Johann Christian Reil (1759 - 1813), creador de la psicoteràpia racional i fundador de la primera revista de psiquiatria.

## Elseglexix

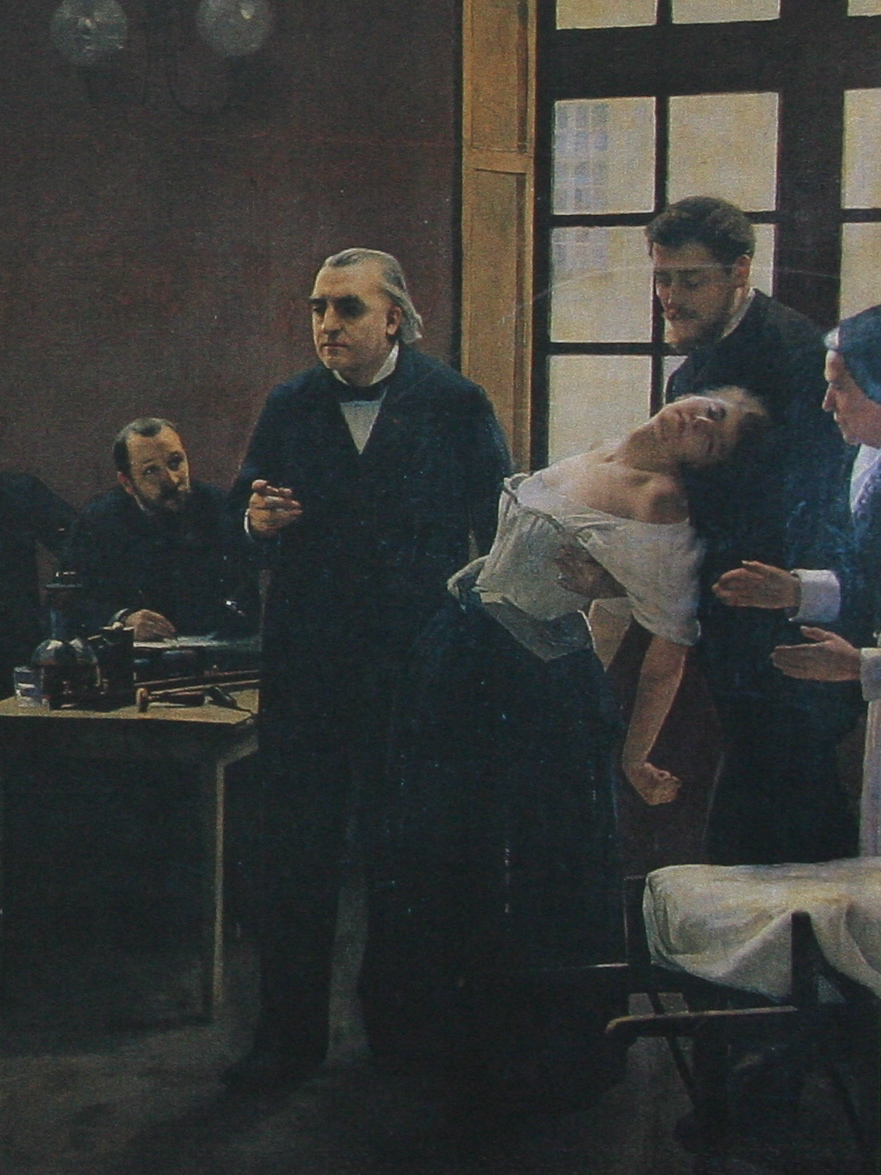
Une leçon clinique à la Salpêtrière. Jean Martin Charcot, a l'Asil de La Salpêtrière, en París, assistit pel seu alumne Joseph Babiński,durant un "rapte histèric" de la pacient "Blanche" (Marie) Wittmann. Quadre d'André Brouillet (1887), conservat a la Universitat de París.

A partir de les propostes de Pinel comencen els avenços en el coneixement de la malaltia mental. Durant el segle xix, i a falta de les eines necessàries per a la demostració de l'etiologia de la major part dels trastorns psiquiàtrics sorgeixen diverses escoles de pensament, fonamentades en hipòtesis o supòsits més teòrics que empírics: Franz Anton Mesmer (1734 - 1815) elabora la doctrina del magnetisme animal, segons la qual existiria un fluid universal que facilitaria les relacions i influències entre els éssers vius i els cossos inanimats i celestes. Aquest fluid seria transmissible mitjançant determinats passes magnètiques. Les sessions de Mesmer van adquirir certa fama entre la classe alta europea, i constitueixen un exemple de l'ús de la suggestió. Johann Kaspar Lavater (1714 - 1801), gran amic de Goethe, publica en 1772 la seva obra "L'art de conèixer els homes per la fesomia " (Essai sur la physiognomonie destiné à faire connoître l'homme et à le faire aimer), i en 1774 "Fragments fisionòmics", dos clàssics que durant els últims anys del segle xviii i les primeres dècades del XIX determinaran la creença generalitzada de la relació entre el comportament i la fisiognomia (forma de la cara) dels individus. Franz Joseph Gall (1758 - 1828) va desenvolupar la teoria de la frenologia. Segons aquest autor es podia conèixer l'estat de certes funcions cerebrals a través de la palpació del crani. Va crear una escola important el principal deixeble de la qual a Espanya fou el català Marià Cubí, que va introduir aquest model psiquiàtric a Barcelona el 1842.
Però aquest segle va desvelant alguns secrets del sistema nerviós central, el que permet algunes conclusions més rigoroses i de major crèdit. François Magendie descriu en 1822 la diferència entre les fibres nervioses sensitives i les motores, Claude Bernard (pare de la fisiologia moderna) publica en 1858 el primer tractat científic de fisiologia nerviosa ("Leçons sur la physiologie et la pathologie du système nerveux"), Camillo Golgi desenvolupa les tècniques de tinció que permetran l'estudi histològic del cervell, i Santiago Ramón y Cajal descriu la unitat funcional bàsica del cervell: la neurona, de manera que rebrà el premi Nobel de Medicina el 1906.
Dins dels clínics cal destacar a figures com ara Jean Martin Charcot (1825 - 1893), que va elaborar diversos estudis sobre els fenòmens de la hipnosi i la histèria, o de Wilhelm Wundt (1832 - 1920) fisiòleg i filòsof, i creador el 1879 a Leipzig del primer laboratori de psicologia experimental. Un altre personatge menys conegut però que va aportar dades d'interès a la psiquiatria d'aquest segle va ser Pierre Janet, autor de Contribution a l'étude des accidents mentaux chez les hystériques (tesi doctoral dirigida pel mateix Charcot) i de diversos treballs sobre automatismes i somnambulisme, recopilats i publicats a principis del segle xx en la seva obra més transcendent Les médications psychologiques . Al final de la seva carrera com a psiquiatre protagonitzarà un enfrontament amb Sigmund Freud sobre les seves teories psicoanalítiques i simbòliques.
Més psiquiatres a destacar en aquest segle són Benjamin Rush (1745 - 1813), pare de la psiquiatria en els Estats Units; Joseph Adams (1756 - 1818), pioner en els estudis sobre susceptibilitat genètica a les malalties mentals; Johann Christian Heinroth (1773 - 1843), psiquiatre alemany que va definir el concepte de psicosomàtic; James Cowles Pritchard (1786 - 1848), impulsor del concepte de psicopatia; Karl Wernicke (1848 - 1905), primer fisiòleg a intentar relacionar el dany estructural en determinades zones del cervell amb algunes malalties mentals; o Daniel Hack Tuke (1827 - 1895) autor, juntament amb John Charles Bucknill (1817 - 1895), del primer tractat mèdic de psiquiatria.
Però serà a finals d'aquest segle i en les albors del segle xx quan comencin a sorgir els primers psiquiatres d'influència crucial en la història d'aquesta especialitat. Igual que en altres branques de la medicina el nivell de coneixements (elevat exponencialment durant el segle xviii i XIX) arribarà al nivell crític necessari per generar alternatives de tractament raonablement eficaces per a moltes de les malalties mentals conegudes.
| La psiquiatria al segle xix | La psiquiatria al segle xix | La psiquiatria al segle xix | La psiquiatria al segle xix |
| --------------------------- | --------------------------- | --------------------------- | --------------------------- |
|                             |                             |                             |                             |
| Mesmer                      | Lavater                     | Gall                        | Charcot                     |

## El segle XX

### El naixement de la psiquiatria organicista
Amb el segle xx es va forjant un nou concepte de malaltia mental, més lligat a una concepció orgànica i biologicista, hereva de les doctrines degeneracionistes i del positivisme radical, que basava les seves observacions no ja en els bojos situats en el medi social, sinó en les col·leccions d'espècimens humans classificats en els manicomis morals. El representant més genuí d'aquesta orientació per la influència posterior que ha tingut fou Emil Kraepelin (1856 - 1926) que proposa un acostament, observació estrictament clínic en el qual la narrativa del malalt és reduïda de símptoma a signe. Kraepelin es va centrar en la clínica, com a eina diagnòstica i terapèutica superior a la formulació d'hipòtesis i fins i tot a l'anatomia patològica. Va descriure per primera vegada la dementia praecox (més tard coneguda com a esquizofrènia) i la psicosi maniacodepressiva. En 1883 va publicar la primera edició de la seva obra més important: Lehrbuch der Psychiatrie , que tindria enorme difusió i arribaria a la novena edició el 1927. No obstant això, la influència de Kraepelin va ser limitada fora d'Alemanya fins al primer terç del segle xx, ja que només en aquest període la psiquiatria es va incardinar com a especialitat mèdica i va abandonar la condició de ciència especial o d'alienisme que havia mantingut durant el segle xix.
També en els començaments d'aquesta centúria despunta Eugen Bleuler, defensor que les malalties psiquiàtriques són causades principalment per trastorns biològics o genètics i autor d'algunes aportacions fonamentals en psiquiatria clínica (a ell es deuen els termes d'esquizofrènia (que substitueix el terme proposat per Kraepelin) i autisme), recollits en la seva obra "Demència precoç o grup de les esquizofrènies·
Durant els últims anys del segle xix i els primers del XX té lloc l'anomenada Tercera Revolució Psiquiàtrica, gràcies als treballs d'escolta atenta del que el pacient psiquiàtric ha d'explicar, i de Sigmund Freud (1856 - 1939) que no només escolta sinó que intenta comprendre el malalt mental.
Sigmund Freud, neuròleg de formació, aporta, per la seva banda, la noció de l'inconscient, i descobreix que darrere de la ment humana existeixen mecanismes no evidents, o conscients capaços de generar alteracions psiquiàtriques. El 1896 desenvolupa la psicoanàlisi: una tècnica d'associacions lliures i interpretació dels somnis l'objecte de la qual és aprofundir en la ment del subjecte per conèixer el seu subconscient i ajudar- a comprendre les causes del seu comportament (fonamentalment records traumàtics del passat emmagatzemats en l'inconscient). Va elaborar una teoria de la personalitat i va descriure els mecanismes mentals inconscients de defensa del jo. Va emprar la hipnosi per al tractament de la histèria, trastorn que va relacionar amb repressions subconscients de naturalesa sexual. Cal afegir que va revolucionar la societat de la seva època amb les teories sobre sexualitat infantil (que havia estat ignorada fins a aquest moment).
Altres figures rellevants de la psiquiatria del segle xx van ser Karl Jaspers, autor d'una metodologia sistemàtica i pare de la psicopatologia moderna. El seu llibre  Psicopatologia general , de 1912, va tenir una gran influència en el pensament psiquiàtric posterior. Jaspers va passar de la psiquiatria a la filosofia, convertint-se en un exponent de l'existencialisme alemany; Ernst Kretschmer, un dels pioners a assenyalar científicament la relació entre el tipus corporal, el temperament de les persones i algunes característiques de les seves malalties psíquiques. Va realitzar una coneguda classificació biotipológica en leptosomàtics, pícnics i atlètics; associa el primer a la predisposició a patir esquizofrènia i el segon a patir psicosi maniacodepressiva; Adolf Meyer, qui va desenvolupar una perspectiva psicobiològica de la psiquiatria, que integrava aspectes biològics i psicològics en l'origen i tractament de les malalties mentals. La seva principal obra (de 1957) es titula  Psicobiologia: una ciència de l'home ; Henri Ey, autor d'una vasta obra docent i assistencial, sobretot d'un tractat sobre les al·lucinacions; la seva obra ha constituït el text bàsic de tota una generació de psiquiatres; fundar a 1950 els congressos mundials de psiquiatria; Serguei Kórsakov, que va estudiar la deterioració mental dels alcohòlics, descrivint la síndrome que porta el seu nom; Alois Alzheimer, que va descriure la demència presenil epònima, o Egas Moniz, introductor de la lobotomia, tècnica que consisteix a seccionar el lòbul frontal del cervell per aconseguir calmar l'excitació dels malalts psicòtics de llarga evolució. Va obtenir per això el premi Nobel de Medicina el 1949. Viktor Frankl, fundador de la logoteràpia sobretot a partir de les seves experiències en els camps de concentració, considerada la tercera escola vienesa de psicologia.

### Antipsiquiatria i desinstitucionalització
La reclusió dels malalts mentals en asils i l'inici d'alguns tractaments empírics van determinar una bretxa important en la comunicació entre el metge i el pacient mental que va confluir en un moviment heterodox dins dels diferents corrents mèdics denominat antipsiquiatria. Aquest corrent, oposat al model impositiu, sorgeix a mitjans del segle xx com a resposta al procés d'exclusió social sofert pels malalts mentals i a l'ús controvertit (i que a vegades eficaç) de nous mètodes terapèutics com la teràpia electroconvulsiva (electroxoc), els comes insulínics, les termoteràpies de xoc, la implementació de la tècnica quirúrgica de la lobotomia, etc.

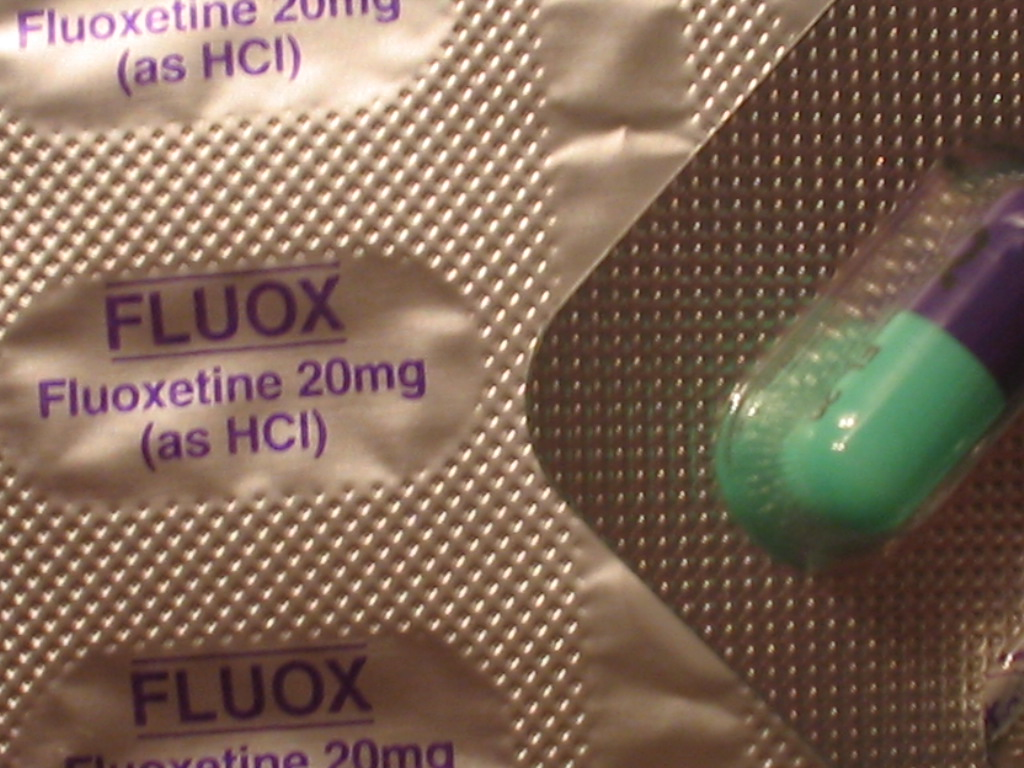
Fluoxetina, més coneguda per un dels seus noms comercials (Prozac), o la "píndola de la felicitat", és un antidepressiu el mecanisme d'acció consisteix a inhibir de manera selectiva la recaptació del neurotransmissor serotonina, alterant l'eix dopamina - serotonina i millorant així alguns quadres depressius. L'eficàcia dels nous fàrmacs psiquiàtrics ha servit per apuntalar el "mite del fàrmac" com a icona cultural de la societat occidental del.

David G Cooper enl1967 proposa el terme antipsiquiatria per referir-se a un moviment o corrent de pensament psiquiàtric oposat a aquests mètodes, la base dels quals se sustentava en l'abolició del "jo" del pacient, i en una concepció al seu judici excessivament biologicista de la malaltia mental. Ronald Laing, el gran abanderat de l'antipsiquiatria, arriba a afirmar que l'origen de l'esquizofrènia estava en una infància determinada per uns pares excessivament intrusius o disruptors en la formació de la personalitat, i atribuïa a aquesta malaltia, per tant, la possibilitat de tractament mitjançant psicoteràpia. Altres figures d'aquest corrent com el psiquiatre Thomas Szasz van portar a l'extrem els seus postulats, tot afirmant que, en molts casos, la bogeria o la malaltia mental són etiquetes imposades per conveni per controlar tota desviació de la convenció social.
Després d'un llarg període de desencontre la psiquiatria oficial i l'antipsiquiatría van confluir en un corrent psiquiàtric que finalment es va desentendre de la major part dels tractaments criticats per aquesta última (actualment només persisteixen unes indicacions molt limitades i restrictives per a l'ús de l'electroxoc, i han desaparegut en psiquiatria la resta de teràpies abans esmentades), i que va admetre la pertinència d'incorporar als malalts mentals en ambients socials més integradors i menys aïllants com un camí cap a la seva "normalització". Aquest fenomen, conegut com a "desinstitucionalització" ha portat al tancament massiu dels antics manicomis en molts països occidentals des de la dècada dels setanta fins a l'actualitat, on s'advoca actualment per unitats hospitalàries de processos aguts i es reserven les estades en unitats de crònics (o llarga estada) només aquells casos de molt difícil integració o sense un suport social adequat per a aquesta.

### La psiquiatria farmacològica
A partir de la segona meitat del segle (especialment a partir dels seixanta) el gran avenç de la indústria farmacèutica i els successius descobriments de noves molècules amb activitat en l'esfera del comportament humà comencen a presentar un concepte farmacològic de la psiquiatria: les molècules actuen a nivell de determinats neurotransmissors, i donen pistes de l'origen fisiopatològic del trastorn mental. L'haloperidol (la primera "camisa de força química"), les benzodiazepines, o els més moderns antidepressius (com la fluoxetina, principi actiu del Prozac, una altra icona farmacològica del segle xx juntament amb l'aspirina o la Viagra) són tan eficaços que generen un fort moviment psicofarmacològic al costat del qual encara conviuen altres teràpies més clàssiques com la psicoanalítica.